# Ohio Theatre
L'Ohio Theatre è un centro di arti dello spettacolo situato al n. 39 E. State Street a Columbus, Ohio. Conosciuto come il "Teatro Ufficiale dello Stato dell'Ohio", il palazzo storico del 1928 fu salvato dalla demolizione nel 1969 e completamente restaurato. Fu dichiarato National Historic Landmark nel 1977 come uno dei migliori teatri superstiti della nazione.
L'Ohio Theatre è di proprietà e gestito dall'organizzazione no-profit per la gestione artistica CAPA (The Columbus Association for the Performing Arts), originariamente costituita per salvare il teatro nel 1969. William B. Conner Jr., divenne presidente e CEO della CAPA nel 2002, successore di Douglas Kridler. Ricoprì quella carica fino alla sua morte, nell'ottobre 2016. A partire dal 2017 il presidente e CEO della CAPA è Chad Whittington.

## Storia

### L'Ohio Theatre di Loew's
Situato nel centro di Columbus, dov'era situata la vecchia Columbus City Hall, l'Ohio Theatre fu progettato dal noto architetto teatrale Thomas W. Lamb. Tra tutti i teatri che ha progettato, considera l'Ohio come uno dei suoi successi. La sua intenzione era di staccare gli spettatori dalle loro vite quotidiane creando una lussuosa atmosfera di fantasia all'interno. Fu decorato e arredato dalla designer newyorkese Anne Dornin. Ogni stanza aveva un tema. Il preferito della Dornin era l'Africa Corner che ha decorato con pezzi autentici dei suoi viaggi. Il teatro presentava anche lussuosi salotti per uomini e donne, comprese stanze separate per i fumatori e per il telefono.
Costruito dalla catena teatrale di Loew's in collaborazione con la United Artists, il palazzo del cinema in stile barocco spagnolo da 2.779 posti (originariamente erano 3.096) fu inaugurato il 17 marzo 1928. Il primo film proiettato fu The Divine Woman, un film muto con Greta Garbo. L'Ohio Theatre aveva una sua orchestra e l'organo teatrale Robert-Morton (ancora in uso oggi). Oltre ai film, anche lussuosi spettacoli di varietà abbellivano il palcoscenico, con grandi interpreti tra i quali figuravano Fred Waring, Milton Berle, Ray Bolger, Buddy Ebsen, Ginger Rogers, Conrad Nagel e Jack Benny.
I film sonori furono introdotti nell'Ohio di Loew's nell'agosto del 1928. La grande popolarità delle "immagini parlanti" ridusse la necessità che le catene teatrali offrissero costoso intrattenimento dal vivo insieme ai film. Gli spettacoli teatrali regolari furono interrotti nel 1933 e l'orchestra fu sciolta. Tuttavia l'organista Roger Garrett continuò ad esibirsi tutti i giorni al "Mighty Morton" e occasionali esibizioni dal vivo di star tra cui Judy Garland e Jean Harlow sono state protagoniste sul palco. Il teatro fu la prima vetrina per i film della MGM e altri studi e alla fine degli anni '30 le proiezioni doppie divennero la norma. Le programmazioni duravano una settimana con la rara eccezione di grandi successi come Via col vento, che rimase in cartellone per tre.
Durante la seconda guerra mondiale i cinema erano più affollati che mai e l'Ohio non fece eccezione, aggiungendo spettacoli a tarda notte per i turnisti delle fabbriche di guerra. I titoli di guerra furono grandemente promossi e venduti nella hall del teatro. Nel 1944, quando Roger Garrett fu arruolato nell'esercito, la musica per organo fu interrotta.
Alla fine degli anni '40, quando la televisione divenne popolare, la frequenza al cinema diminuì gradualmente man mano che il pubblico perdeva l'abitudine del cinema settimanale. La frequenza diminuì ulteriormente quando i residenti iniziarono a spostarsi dalla città alla periferia. La diminuzione dei profitti portò ad una diminuzione del personale e alla delimitazione dei posti a sedere. Tuttavia l'Ohio continuò a proporre film di prima qualità fino alla sua chiusura. I film di James Bond erano particolarmente popolari per il teatro negli anni '60. Nel 1966 i membri della American Theater Organ Society iniziarono a restaurare il Robert Morton ed a suonare di nuovo l'organo per gli spettacoli.

### Restaurazione e rinascita
Loew chiuse il teatro il 24 febbraio 1969; il film finale fu Play Dirty con Michael Caine. Una società di sviluppo locale chiamata 55 East State Company comprò la proprietà con piani per costruire una torre per uffici al posto dell'Ohio e l'adiacente Grand Theatre. I membri della comunità si radunarono per raccogliere fondi per acquistare un'opzione per acquistare la struttura per guadagnare tempo per raccogliere fondi aggiuntivi e mantenere aperto il teatro. Alcuni degli oggetti interni non essenziali furono venduti per raccogliere fondi per acquistare la proprietà. Sotto la guida dell'architetto Robert Karlsberger e altri fu creata l'associazione no-profit Columbus Association for the Performing Arts (CAPA) per raccogliere fondi e sviluppare un piano per il futuro del teatro. Per tutto il tempo si tennero spettacoli dal vivo per raccogliere fondi e dare al pubblico la possibilità di vedere il teatro in funzione.
La CAPA riuscì di sfruttare l'ondata di interesse popolare nel teatro per convincere i dirigenti delle imprese e del governo a sostenere il salvataggio del teatro. Verso la fine del 1969 furono raccolti i fondi per acquistare l'Ohio che immediatamente iniziò a offrire spettacoli e concerti sotto la direzione della CAPA. Tra questi concerti figuravano musicisti rock come i Grateful Dead, Frank Zappa e Alice Cooper. La Columbus Symphony Orchestra aveva davvero bisogno di una sede permanente e iniziò a esibirsi nell'Ohio nell'autunno del 1969, godendo di un aumento delle vendite di biglietti grazie all'entusiasmo per la nuova sede.
L'edificio fu completamente restaurato nel suo aspetto originale per gradi negli anni '70. L'adiacente Grand Theatre fu demolito e il suo lotto fu sviluppato inizialmente per il parcheggio. Nel 1984 lo spazio fu usato per costruire un'aggiunta al teatro, il Galbreath Pavilion, così chiamato dal nome dell'imprenditore immobiliare John W. Galbreath e sua moglie Dorothy. Il padiglione ampliò lo spazio della lobby e aggiunse uffici e sale prove. Il palcoscenico fu gradualmente modernizzato per consentire grandi spettacoli teatrali aggiungendo un passaggio incrociato, camerini supplementari e una fossa per orchestra ampliata. Negli anni '80, quando l'area circostante fu aperta per lo sviluppo di un centro commerciale urbano, la CAPA ottenne i diritti per espandere il palcoscenico, raddoppiando le sue dimensioni, nel vicolo dietro il teatro. Il teatro aggiunse anche spogliatoi e una piattaforma di carico per consentire all'Ohio di presentare grandi musical itineranti di Broadway.
L'Ohio Theatre fu uno dei primi restauri di un palazzo del cinema ad essere utilizzato come centro per le arti dello spettacolo e servì da modello per molti progetti di ristrutturazione storici negli Stati Uniti. A differenza di molti altri teatri degli anni '20 progettati da Lamb e altri l'Ohio somiglia ancora molto al suo aspetto originale con poche modifiche. Oggi è la sede della Columbus Symphony Orchestra, del BalletMet, della Broadway Series, dell'Opera di Colombo e della CAPA Summer Movie Series.

## Galleria d'immagini

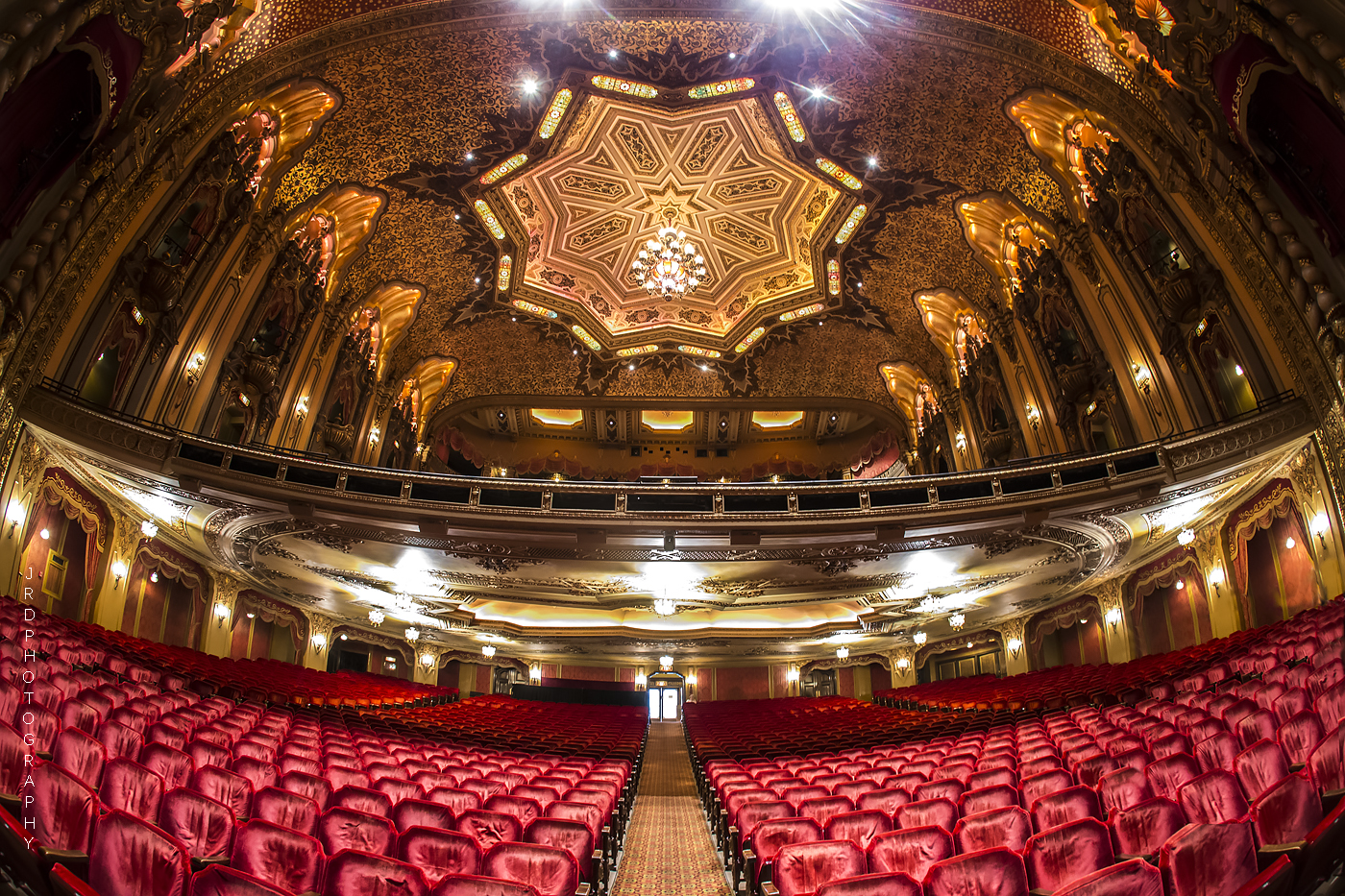
L'Ohio Theatre nel 2013
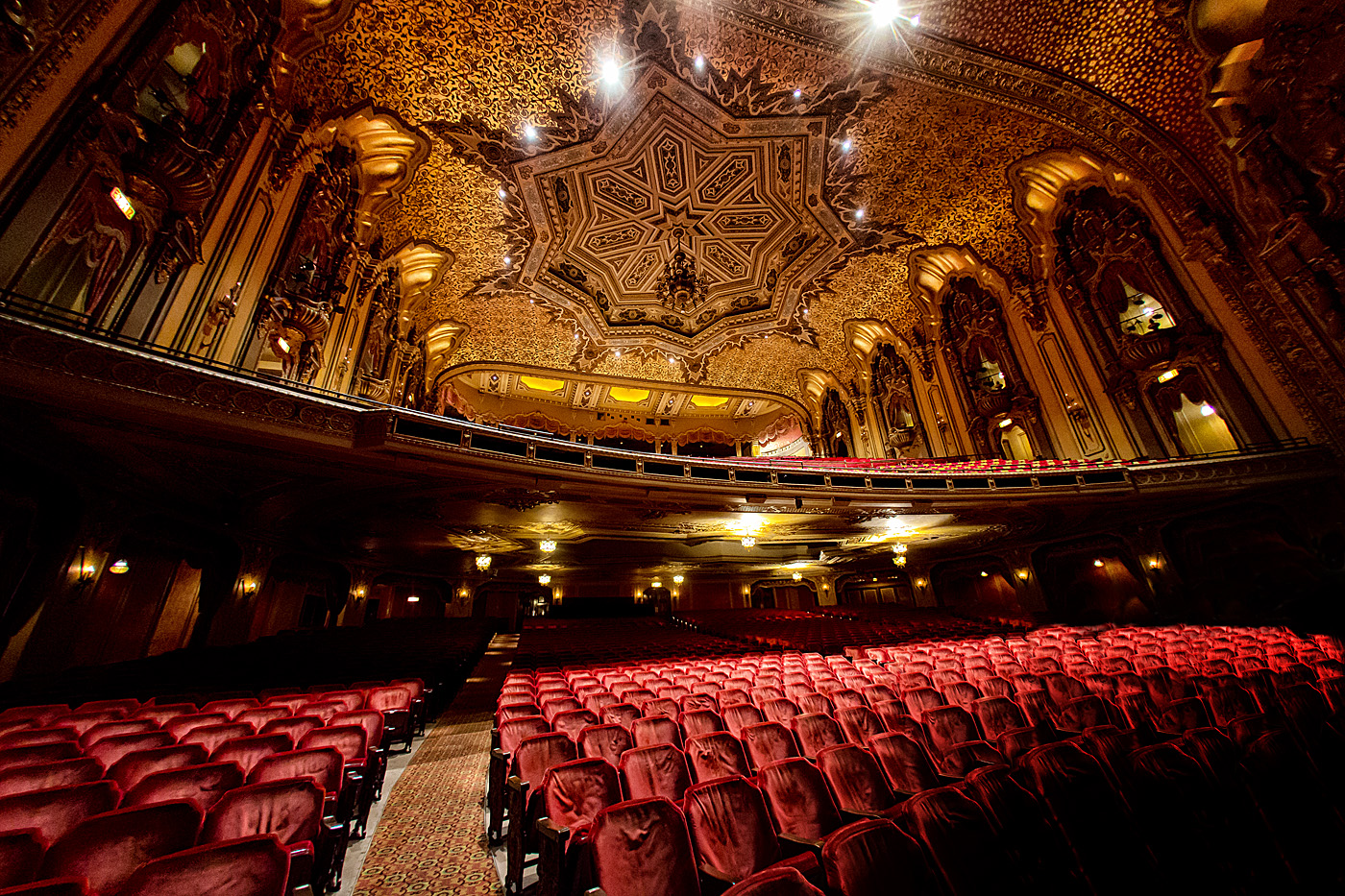
Interni del teatro
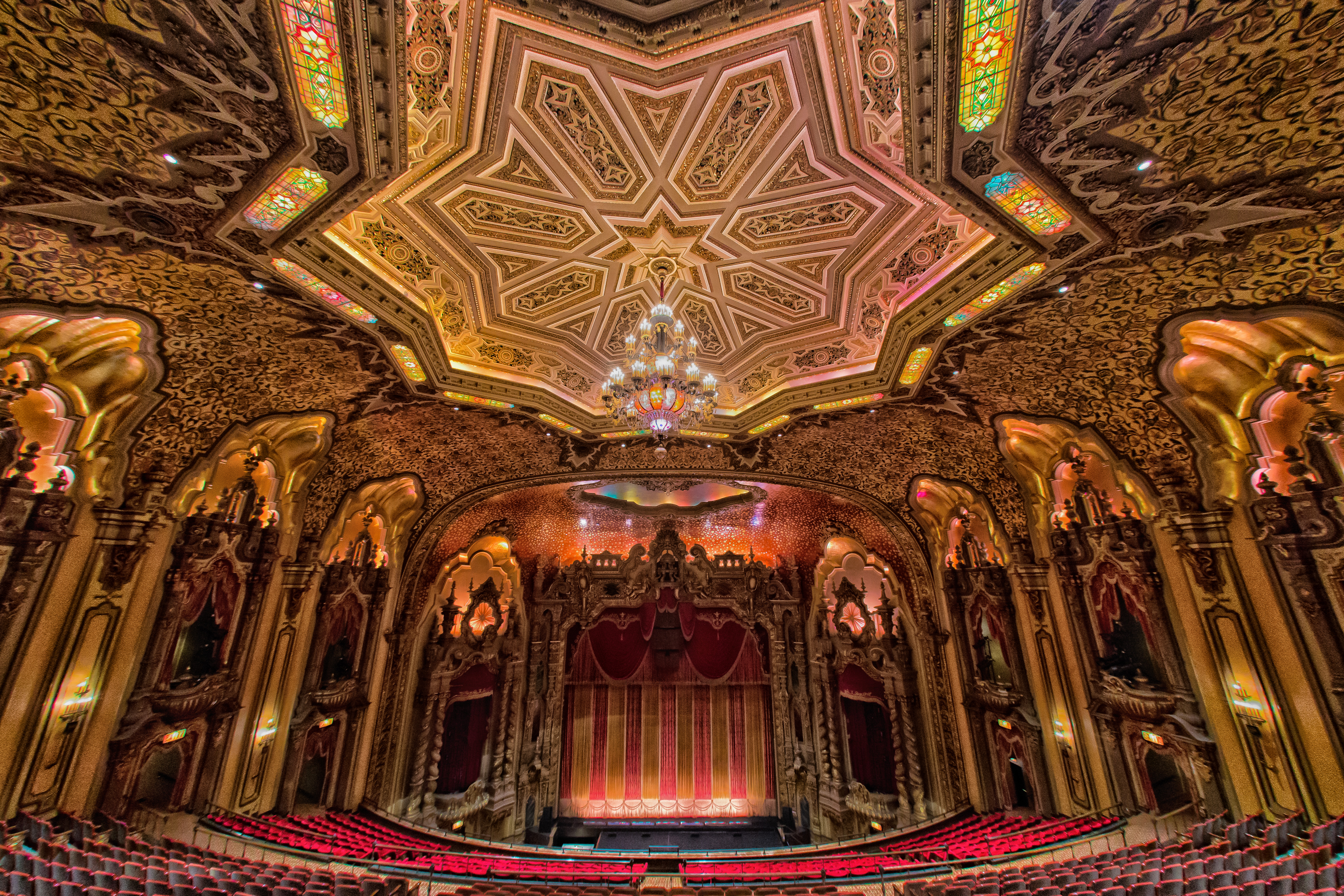
Vista dal palcoscenico a sinistra
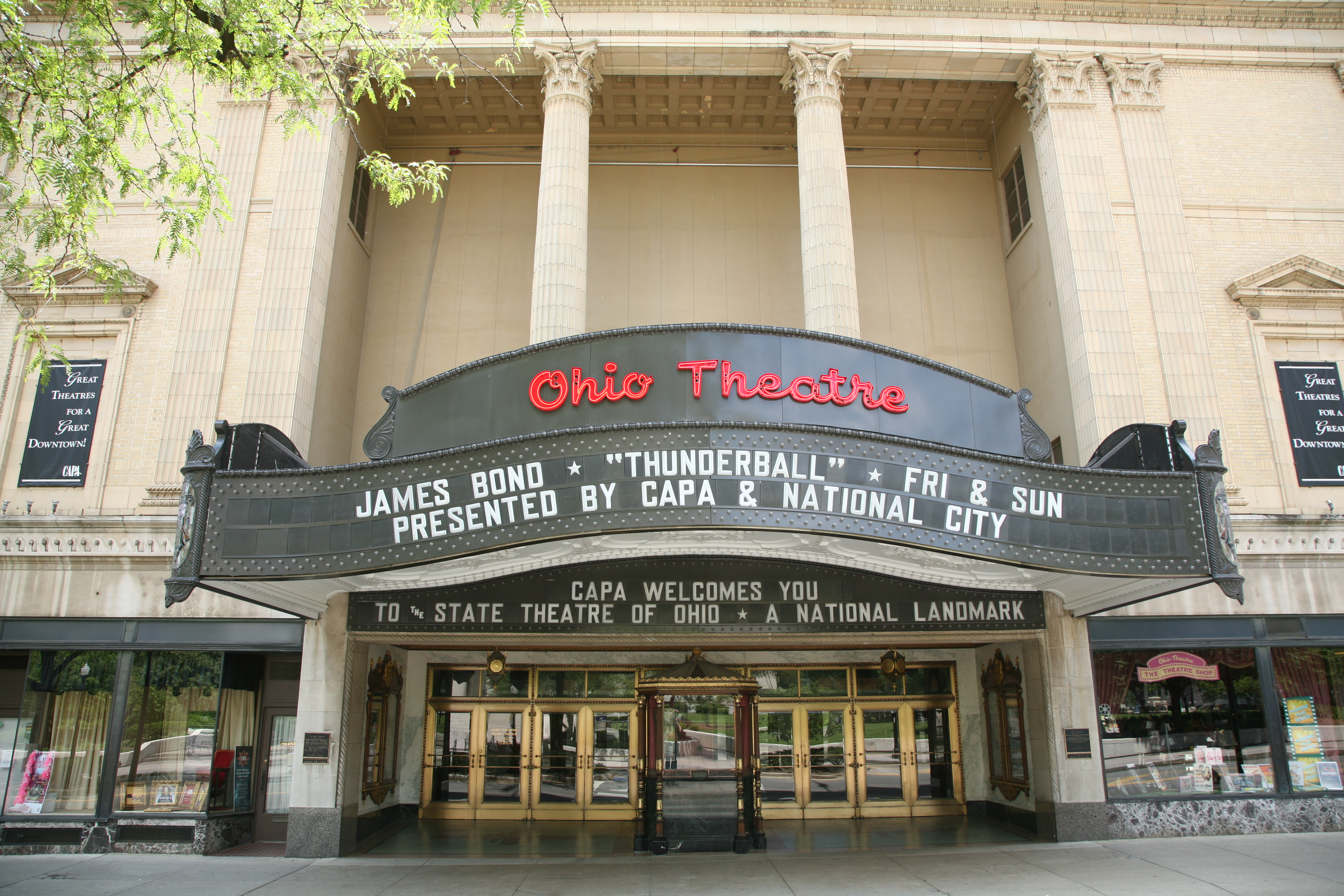
Entrata
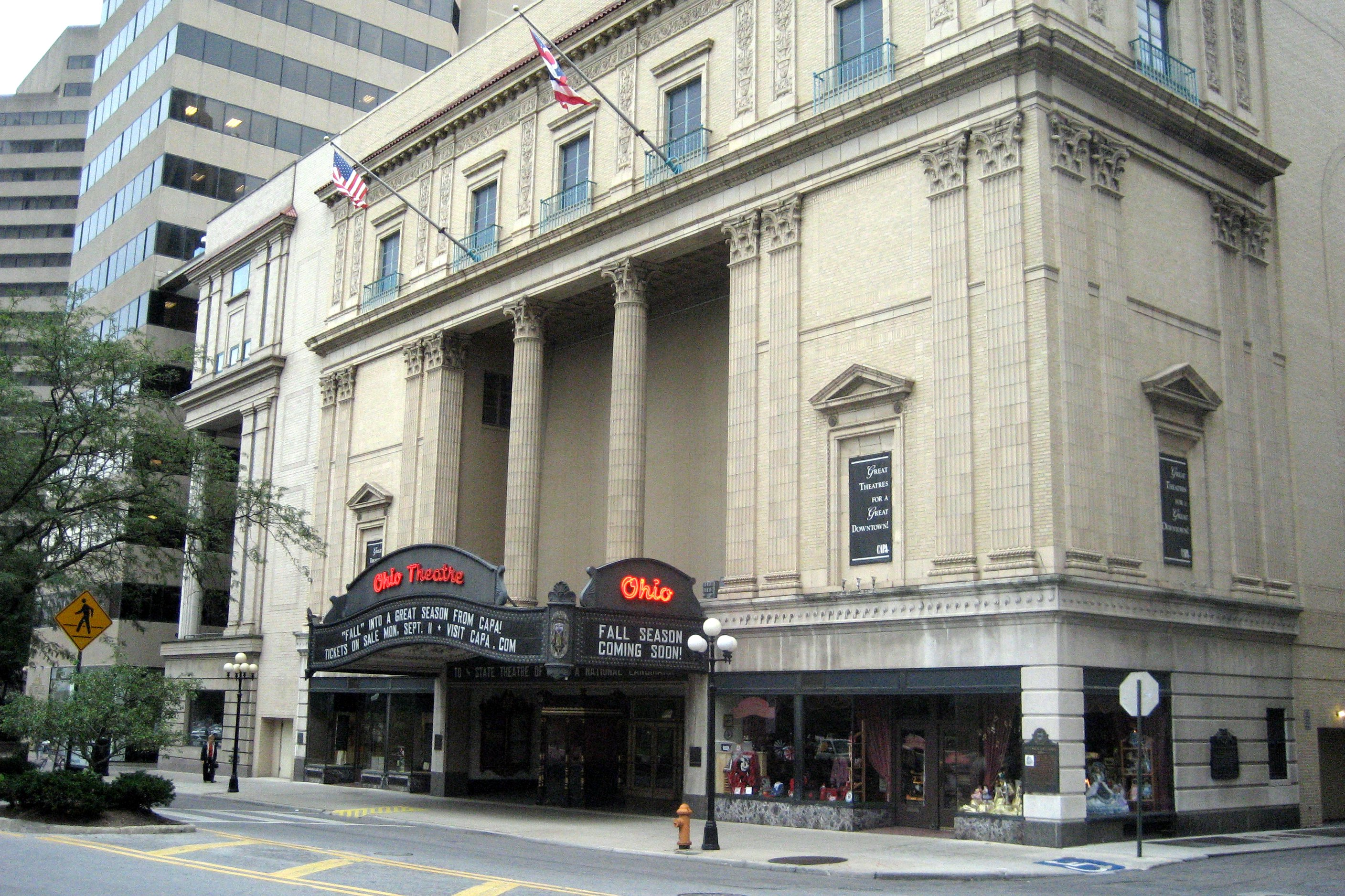
L'entrata vista di fianco
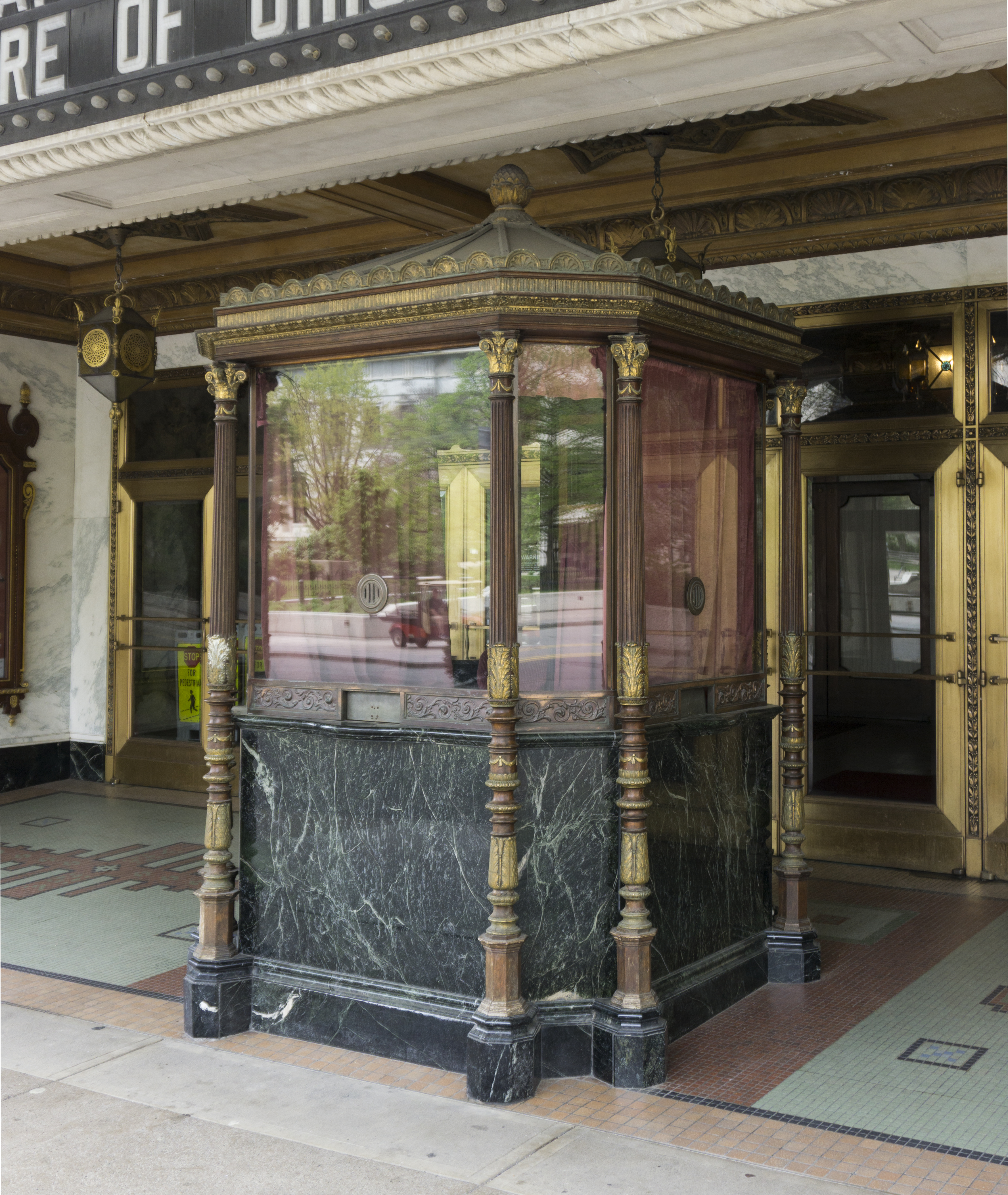
Botteghino